# Amigos en apuros
Amigos en apuros es una película de comedia peruana de 2018 escrita y dirigida por Joel Calero y Lucho Cáceres (en su debut como director). Está protagonizada por Lucho Cáceres y Christian Thorsen. Se estrenó el 18 de octubre de 2018 en los cines peruanos.

## Sinopsis
Fico está devastado por su reciente divorcio y Manolo, su amigo de toda la vida, decide mudarse a vivir con él. Lo que Fico no sabe es que Manolo huye de unos mafiosos que lo persiguen. Antes de que se den cuenta, ya se verán envueltos en una serie de locos enredos que finalmente los llevarán a descubrir el verdadero significado de la amistad.

## Reparto
Los actores que participaron en esta película son:
- Lucho Cáceres
- Christian Thorsen
- Gustavo Bueno
- Reynaldo Arenas
- Fiorella Luna
- Cécica Bernasconi
- Luciana Blomberg
- Aldo Miyashiro
- Milett Figueroa
- Pold Gastello
- Magdyel Ugaz
- Vanessa Jerí

## Producción
La fotografía principal de la película comenzó el 5 de enero de 2018 bajo el título Solteros Inmaduros, pero luego se cambió a Amigos en apuros para hacerla más comercial.

## Recepción
Amigos en apuros atrajo a 137.768 espectadores, convirtiéndose en la undécima película peruana más taquillera de 2018.